# Pygeretmus platyurus
Pygeretmus platyurus es una especie de roedor de la familia Dipodidae.

## Distribución geográfica
Es  endémica del Oeste Central y Oriental del Kazajistán, y el noroeste de Turkmenistán.